# Iljas Idrissowitsch Bekbulatow
Iljas Idrissowitsch Bekbulatow (russisch Ильяс Идрисович Бекбулатов, englisch Ilias Bekbulatov, kumykisch Бекболатланы Ильяс Идрисны уланы; * 12. August 1990 in Kajakent, Dagestanische ASSR, Sowjetunion) ist ein russischer Ringer. Er wurde 2017 Europameister im freien Stil in der Gewichtsklasse bis 65 kg Körpergewicht.

## Werdegang
Iljas Bekbulatow begann als Jugendlicher im Jahre 2002 mit dem Ringen. Er ist Mitglied eines Ringerclubs in Kaikent und wird von Magomed Magomedow trainiert.
Bereits 2007 startete Iljas Bekbulatow bei der Junioren-Europameisterschaft (Altersgruppe Cadets) in Warschau und siegte dort in der Gewichtsklasse bis 46 kg. Ein Jahr später, 2008, kam er bei der Junioren-Europameisterschaft in Kosice in der Gewichtsklasse bis 50 kg hinter Wladimer Chintschegaschwili aus Georgien auf den 2. Platz. Weitere Starts bei internationalen Juniorenmeisterschaften absolvierte er nicht.
Als Senior benötigte Iljas Bekbulatow einige Jahre, um sich in Russland wegen der großen Konkurrenz in die Spitzenklasse vorzukämpfen. Seine nächsten Starts bei wichtigen internationalen Turnieren absolvierte er deshalb erst im Jahre 2012. Er gewann dabei bei einigen Turnieren auch Medaillen. Im Januar 2013 siegte er beim wichtigsten russischen Turnier, dem "Iwan-Yarigin"-Golden-Grand-Prix in Krasnojarsk im Leichtgewicht vor Brent Metcalf, Vereinigte Staaten, Soslan Ramonow und Rasul Murtasalijew, beide Russland. Er wurde daraufhin vom russischen Ringerverband bei der Europameisterschaft 2013 in Tiflis eingesetzt. Dort siegte er über Andrei Kwiatkowski, Ukraine, Konstantin Chabalaschwili, Georgien und Magomed Muslimow, Aserbaidschan, verlor gegen Yakup Gör, Türkei und sicherte sich schließlich mit einem Sieg über Adrian Ionut Moise aus Rumänien eine Bronzemedaille. Bei der Weltmeisterschaft 2013 und bei den Welt- und Europameisterschaften 2014 kam Iljas Bekbulatow nicht zum Einsatz.
Im Januar 2015 siegte er beim renommierten "Iwan-Yarigin"-Grand-Prix in Krasnojarsk in der Gewichtsklasse bis 65 kg vor Brent Metcalf aus den Staaten, Saurbek Sidakow und Jewgeni Erbajew, beide Russland. Im Juni 2015 vertrat er daraufhin die russischen Farben bei den Europaspielen in Baku in der gleichen Gewichtsklasse. In Baku verlor er seinen ersten Kampf gegen Olympiasieger Toğrul Əsgərov aus Aserbaidschan, der 2017 als Dopingsünder entlarvt wurde und sicherte sich danach mit Siegen über Mihail Sava, Moldawien, Maxime Eric Fiquet, Frankreich und Asamat Nurikau, Weißrussland noch eine Bronzemedaille.
2016 belegte Iljas Bekbulatow beim "Iwan-Yarigin"-Grand-Prix nur den 5. Platz und konnte sich in diesem Jahr nicht für die internationalen Meisterschaften (Olympische Spiele und Europameisterschaft) qualifizieren. 2017 siegte er wieder beim "Iwan-Yarigin"-Grand-Prix in der Gewichtsklasse bis 65 kg vor Cherman Walijew und Alan Gogajew, beide Russland und Mohammed Mehdi Yeganehjafari, Iran. Im Mai 2017 startete er daraufhin bei der Europameisterschaft in Novi Sad und holte sich in der gleichen Gewichtsklasse mit Siegen über Elbrus Tscherkojew, Slowakei, Gitinomagomed Gadschiew, Aserbaidschan, Surabi Iakobischwili, Georgien und Borislaw Nowatschkow, Bulgarien den Europameistertitel.
Nach seinem erneuten Sieg beim "Iwan-Yarigin"-Grand-Prix in Krasnojarsk im Januar 2018 vor Ahmed Tschakajew und Nachiin Kuular, beide Russland, wurde er im Mai 2018 auch wieder bei der Europameisterschaft in Kaspiisk eingesetzt. Dort siegte er über Andrei Perpelita, Moldawien, den Olympiasieger Wladimer Chintschegaschwili, Georgien und Krzysztof Bienkowski, Polen, unterlag aber im Finale gegen Hadschi Alijew aus Aserbaidschan, worauf er Vize-Europameister wurde. Bei den Weltmeisterschaften 2017 und 2018 wurde er nicht eingesetzt.
Seit 2020 startet er für Usbekistan.

## Internationale Erfolge
| Jahr | Platz | Wettbewerb                                      | Gewichtsklasse | Ergebnisse |
| 2007 | 1.    | Junioren-EM (Cadets) in Warschau                | bis 46 kg      | vor Haik Manukjan, Armenien und Berati Öztürk, Türkei |
| 2008 | 2.    | Junioren-EM in Kosice                           | bis 50 kg      | hinter Wladimer Chintschegaschwili, Georgien, vor Chanlor Schiralijew, Aserbaidschan und Ahmet Peker, Türkei                                                                                            |
| 2012 | 3.    | Golden-Grand-Prix in Teheran                    | bis 66 kg      | hinter Meysam Nasiri, Iran und Magomedgadschi Abakarow, Russland |
| 2012 | 3.    | Golden-Grand-Prix in Baku                       | bis 66 kg      | hinter Dauren Schumagasijew, Kasachstan und Emin Asisow, Aserbaidschan |
| 2012 | 3.    | Interkontinental-Cup in Chassavyurt             | bis 66 kg      | hinter Asamat Bulatow, Russland und Andrei Kwiatkowski, Ukraine |
| 2012 | 1.    | "Ali-Alijew"-Memorial in Machatschkala          | bis 66 kg      | vor Asamat Bulatow und Achmed Tschakajew, beide Russland und Dawit Safarjan, Armenien |
| 2013 | 1.    | "Iwan-Yarigin"-Golden-Grand-Prix in Krasnojarsk | bis 66 kg      | vor Brent Metcalf, USA, Soslan Ramonow und Rasul Murtasalijew, beide Russland |
| 2013 | 3.    | EM in Tiflis                                    | bis 66 kg      | nach Siegen über Andrei Kwiatkowski, Konstantin Chabalaschwili, Georgien und Magomed Muslimow, Aserbaidschan, einer Niederlage gegen Yakup Gor, Türkei und einem Sieg über Adrian Ionut Moise, Rumänien |
| 2013 | 3.    | "Wacław-Ziółkowski"-Memorial in Warschau        | bis 66 kg      | hinter Agahüseyin Mustafejew, Aserbaidschan und Andrei Kwiatkowski, Ukraine |
| 2013 | 1.    | Sport-Accord-Games in St. Petersburg            | bis 66 kg      | vor Agahüseyin Mustafejew |
| 2013 | 1.    | Golden-Grand-Prix in Baku                       | bis 66 kg      | vor Alibeggadschi Jemejew, Russland, Ruslan Dibirgadschiew, Aserbeidschan und Andrei Kwiatkowski |
| 2014 | 8.    | "Iwan-Yarigin"-Grand-Prix in Krasnojarsk        | bis 65 kg      | Sieger: Magomed Kurbanalijew, vor Alibeggadschi Jemejew, Soslan Ramonow und Ahmed Tschakajew, alle Russland                                                                                             |
| 2014 | 1.    | Ramasan-Kadirow-Cup in Grosny                   | bis 65 kg      | vor Ruslan Pliew, Usbekistan |
| 2015 | 1.    | "Uwan-Yarigin"-Grand-Prix in Krasnojarsk        | bis 65 kg      | vor Brent Metcalf, USA, Saurbek Sidakow und Jewgeni Erbajew, beide Russland |
| 2015 | 3.    | Europaspiele 2015 in Baku                       | bis 65 kg      | nach einer Niederlage gegen Toğrul Əsgərov, Aserbaidschan und Siegen über Mihail Sava, Moldawien, Maxime Eric Fiquet, Frankreich und Asamat Nurikau, Weißrussland                                       |
| 2016 | 5.    | "Iwan-Yarigin"-Grand-Prix in Krasnojarsk        | bis 65 kg      | hinter Israil Kasjumow, Magomed Kurbanalijew, Alibeggadschi Jemejew, alle Russland und Mandakhnaran Ganzorig, Mongolei                                                                                  |
| 2016 | 1.    | Intercontinental-Cup in Chasavyurt              | bis 65 kg      | vor Magomed Muslimow, Arserbaidschan, Murschid Mutalijew und Ahmedchan Dschalijew, beide Russland |
| 2016 | 3.    | Golden-Grand-Prix in Baku                       | bis 70 kg      | hinter Israil Kasjumow und Gitinomagomedow Gadschiew |
| 2017 | 1.    | "Iwan-Yarigin"-Grand-Prix in Krasnojarsk        | bis 65 kg      | vor Cherman Walijew und Alan Gogajew, beide Russland und Mohammed Mehdi Yeganehjafari, Iran |
| 2017 | 1.    | EM in Novi Sad                                  | bis 65 kg      | nach Siegen über Elbrus Tscherkojew, Slowakei, Girinomagomedow Gadschiew, Surabi Iakobischwili, Georgien und Borislaw Nowatschkow, Bulgarien                                                            |
| 2018 | 1.    | "Iwan-Yarigin"-Grand-Prix in Krasnojarsk        | bis 65 kg      | vor Ahmed Tschakajew und Nachiin Kuular, beide Russland und Selahattin Kilicsallayan, Türkei |
| 2018 | 1.    | "Dan Kolow" & "Nikola Petrow"-Memorial in Sofia | bis 70 kg      | vor Haydar Hafuz, Türkei, Miroslaw Kirow, Bulgarien und Taimuras Salkasanow, Slowakei |
| 2018 | 2.    | EM in Kaspiisk                                  | bis 65 kg      | nach Siegen über Andrei Perpelita, Moldawien, Wladimer Chintschegaschwili, Georgien und Krzysztof Bienkowski, Polen und einer Niederlage gegen Hadschi Alijew, Aserbaidschan                            |
| 2019 | 1.    | "Dan-Kolow" & "Nikola-Petrow"-Memorial in Russe | bis 70 kg      | vor Ansaor Sakujew und Wiktor Rassadin, beide Russland und James Green, USA |
| 2020 | 1.    | "Yasar-Dogu"-Memorial in Istanbul               | bis 70 kg      | vor Haydar Yavuz, Türkei, Wiktor Rassadin und Agahüseyin Mustafejew, Aserbaidschan |

## Erläuterungen
- alle Wettkämpfe im freien Stil
- EM = Europameisterschaft